# Hrad Pico
Hrad Pico (castello dei Pico) se nachází v historickém centru města Mirandola v italském regionu Emilia-Romagna.
Hrad proslul po celé Evropě jako nedobytný. Patřil rodu Pico, který Mirandole vládl po čtyři století (1311–1711) a v období renesance ji obohatil o významná umělecká díla.
Hrad, který dominuje dlouhému náměstí Piazza della Costituente a stromy lemovaným alejím Circonvallazione, byl po mnoha letech zanedbávání v roce 2006 rekonstruován, ale poté byl vážně poškozen zemětřesením v roce 2012.
Hrad Pico je spolu s radnicí ikonou a symbolem města Mirandola.